# Bjelajci (Pakrác)
Bjelajci falu Horvátországban Pozsega-Szlavónia megyében. Közigazgatásilag Pakráchoz tartozik.

## Fekvése
Pozsegától légvonalban 26, közúton 37 km-re északnyugatra, községközpontjától légvonalban 13, közúton 25 km-re keletre, Nyugat-Szlavóniában, a Psunj-hegység északi részén, a Šumetlicka-patak forrásvidéke feletti magaslaton fekszik.

## Története
A falu a török uralom idején keletkezett Boszniából érkezett pravoszláv vlachok betelepülésével. Első írásos említése 1698-ban „Belaiczy” alakban 8 portával a török uralom alól felszabadított települések összeírásában történt. A 17. század végétől a török kiűzése után a területre folyamatosan telepítették be a keresztény lakosságot. Az első katonai felmérés térképén „Dorf Bielaiczi” néven találjuk. Lipszky János 1808-ban Budán kiadott repertóriumában „Bielajczi” néven szerepel. Nagy Lajos 1829-ben kiadott művében „Bielaiczi” néven összesen 34 házzal és 209 ortodox vallású lakossal találjuk.
1857-ben 236, 1910-ben 318 lakosa volt. 1910-ben a népszámlálás adatai szerint teljes lakossága szerb anyanyelvű volt. Pozsega vármegye Pakráci járásának része volt. Az első világháború után 1918-ban az új szerb-horvát-szlovén állam, majd később (1929-ben) Jugoszlávia része lett. 1991-ben teljes lakossága szerb nemzetiségű volt. A délszláv háború idején kezdettől fogva szerb ellenőrzés alatt volt. A horvát hadsereg 123. verőcei dandárjának alakulatai az Orkan ’91 hadművelet második szakaszában 1991. december 30-án foglalták vissza. Szerb lakossága nagyrészt elmenekült. 2011-ben már nem volt állandó lakossága.

## Lakossága
| Lakosság változása | Lakosság változása | Lakosság változása | Lakosság változása | Lakosság változása | Lakosság változása | Lakosság változása | Lakosság változása | Lakosság változása | Lakosság változása | Lakosság változása | Lakosság változása | Lakosság változása | Lakosság változása | Lakosság változása | Lakosság változása |
| ------------------ | ------------------ | ------------------ | ------------------ | ------------------ | ------------------ | ------------------ | ------------------ | ------------------ | ------------------ | ------------------ | ------------------ | ------------------ | ------------------ | ------------------ | ------------------ |
| 1857               | 1869               | 1880               | 1890               | 1900               | 1910               | 1921               | 1931               | 1948               | 1953               | 1961               | 1971               | 1981               | 1991               | 2001               | 2011               |
| 236                | 297                | 263                | 235                | 270                | 318                | 265                | 324                | 142                | 151                | 171                | 114                | 61                 | 38                 | 13                 | 0                  |